# Брайович, Петар
Петар Брайович (сербохорв. Петар Брајовић / Petar Brajović; 29 июня 1915, Риека-Црноевича — 20 ноября 1991, Белград) — генерал-полковник Югославской народной армии, партизан Народно-освободительной войны Югославии, Народный герой Югославии.

## Биография
Родился 29 июня 1915 года в Риеке-Црноевиче (около Цетине), в раннем возрасте уехал с семьёй в город Печ. Окончил начальную школу и гимназию, сотрудничал с молодёжным рабочим движением. Учился в 1937—1940 годах в военной академии, окончил в звании подпоручика (младшего лейтенанта) авиации. После Апрельской войны бежал в Великобританию, но вернулся летом 1941 года в оккупированную страну и примкнул к партизанам.
Брайович командовал Метохийским партизанским отрядом, с февраля 1942 года состоял в КПЮ. По её директиве в марте направлен на нелегальную работу в Джяковицу, позже перешёл на Шару и занялся вопросами военной организации. Командир Карадакского отряда с 1943 года, позже командир Шарпланинского отряда. После преобразования отряда, получившего имя Македонско-Косовского, направился в Люму. В осаждённой Пешкопее Брайович руководил обороной города и прорывом кольца осаждающих. Позже возглавил Косовские батальоны, с ноября 1943 года — командир 1-й македонско-косовской ударной бригады. Участник сражений на территории Македонии, Албании против немецко-фашистских захватчиков и их пособников.
В июне 1944 года Брайович возглавил 1-ю косовскую ударную бригаду, в сентябре — 48-ю македонскую дивизию, позже командовал Оперативной зоной Македонии. С октября 1944 года командир 16-го македонского армейского корпуса, в конце войны — заместитель командира 51-й македонской (поречской) ударной бригады и заместитель командира Оперативного штаба ЮНА в Косово и Метохии. Участвовал в боях за Кичево, Дебар, Пешкопею и Прилеп. Отличился в Февральском походе, пройдя с бригадой более 300 км и получив благодарность от Главного штаба НОАЮ в Македонии. Участник сражений в Северной Македонии и битвы за Скопье.
В феврале 1945 года в сражении против отряда движения «Балли Комбетар» Брайович был тяжело ранен и потерял ногу. После войны окончил Высшую военную академию ЮНА и избирался в Скупщину СР Сербии. В 1973 году вышел в отставку в звании генерал-полковника. Награждён рядом орденов и медалей, в том числе орденом Народного героя Югославии (указ от 20 декабря 1951 года) и серебряной медалью чехословацкого ордена «За Свободу».
Супруга — Саша Брайович. Дети: Лиляна, Видое, Драган.
Скончался 20 ноября 1991 года в Белграде. Похоронен на Аллее почётных граждан белградского Нового кладбища.